# Ваулінська
Вау́лінська (рос. Ваулинская) — присілок у складі Афанасьєвського району Кіровської області, Росія. Входить до складу Ічетовкінського сільського поселення.
Населення становить 42 особи (2010, 43 у 2002).
Національний склад станом на 2002 рік — росіяни 100 %.